# Pathé Montparnos
Ne doit pas être confondu avec le Pathé Parnasse et le Miramar, auxquels il fut rattaché de 2010 à 2022.
Le Pathé Montparnos est un complexe cinématographique de 4 salles, situé au 16-18 rue d'Odessa dans le 14e arrondissement de Paris.

## Historique
Exploitant historique du quartier du Montparnasse avec le Miramar, le Bretagne et le Bienvenüe-Montparnasse, Joseph Rytmann ouvre Les Montparnos le 29 octobre 1980,. Situé en haut de la rue d'Odessa, le nom fait référence aux groupes d'artistes hétéroclites ayant vécu dans le quartier, et dans cette rue en particulier, comme Kiki de Montparnasse.
En 2010, le groupe EuroPalaces (réunissant les salles Gaumont et Pathé) rachète quatre des cinq cinémas du circuit Rytmann. Le Miramar et Les Montparnos deviennent des annexes du Gaumont Parnasse, respectivement ses salles 14 à 16 et 17 à 20.
À la suite de la transformation du « côté Parnasse » en un multiplexe haut de gamme Pathé, les côtés Miramar et Montparnos retrouvent leur autonomie en novembre 2022. Le Gaumont Montparnos passe à son tour sous enseigne Pathé en décembre 2023. 

## Moyens d'accès
Stations de métro Montparnasse - Bienvenüe et Edgar Quinet.